# Приріт ірингійський
Приріт ірингійський (Batis crypta) — вид горобцеподібних птахів прирітникових (Platysteiridae).

## Поширення
Вид поширений в південній та центральній Танзанії (гори Укагуру та Улугуру) та крайньому північно-західному Малаві (нагір'я Місуку), де він нерівномірно розподілений у гірських районах.

## Опис
Дрібний птах, завдовжки до 10 см і вагою 10–15 г. Самець знизу білий з широкою чорною грудкою. На голові є темно-сіра корона та чорна лицьова маска. Спина сіра з чорними кінчиками пір'я. Крила чорна з білою смужкою. Самиця має сірувату крону, коричневу спинку, темну маску, білі брови і вузьку оливкову смужку на крилі.